# Steven Moreira
Steven Moreira (Noisy-le-Grand, 13 augustus 1994) is een Frans voetballer met Kaapverdische roots die bij voorkeur als rechtsback speelt. Hij speelt bij Stade Rennais, waar hij doorstroomde vanuit de jeugdopleiding.

## Carrière
Moreira komt uit de jeugdopleiding van Stade Rennais. Hij debuteerde op 30 oktober 2012 in de Coupe de la Ligue tegen Athlétic Club Arles-Avignon. Sindsdien speelde hij vier wedstrijden. Moreira is tevens Frans jeugdinternational. Hij heeft zeven caps op zijn naam voor Frankrijk -19.
1 Gallon ·
2 Hateboer ·
3 Truffert ·
4 Wooh ·
5 Theate ·
6 Matusiwa ·
7 Grønbaek ·
8 Santamaria ·
9 Kalimuendo ·
10 Gouiri ·
11 Blas ·
14 Bourigeaud ·
22 Assignon ·
23 Omari ·
28 Kamara ·
30 Mandanda  ·
33 D. Doué ·
34 Salah ·
36 Seidu ·
38 Jaouab ·
39 Lambourde ·
40 Lembet ·
41 Do Marcolino ·
43 Nagida ·
55 Østigård ·
80 Alemdar ·
Coach: Génésio
· Keeperstrainer: Sorin